# Thuidiopsis furfurosa
Thuidiopsis furfurosa är en bladmossart som beskrevs av Fleischer 1923. Thuidiopsis furfurosa ingår i släktet Thuidiopsis och familjen Thuidiaceae. Inga underarter finns listade i Catalogue of Life.